# Periclimenes alegrias
Periclimenes alegrias är en kräftdjursart som beskrevs av Bruce 1986. Periclimenes alegrias ingår i släktet Periclimenes och familjen Palaemonidae. Inga underarter finns listade i Catalogue of Life.